# Letrán

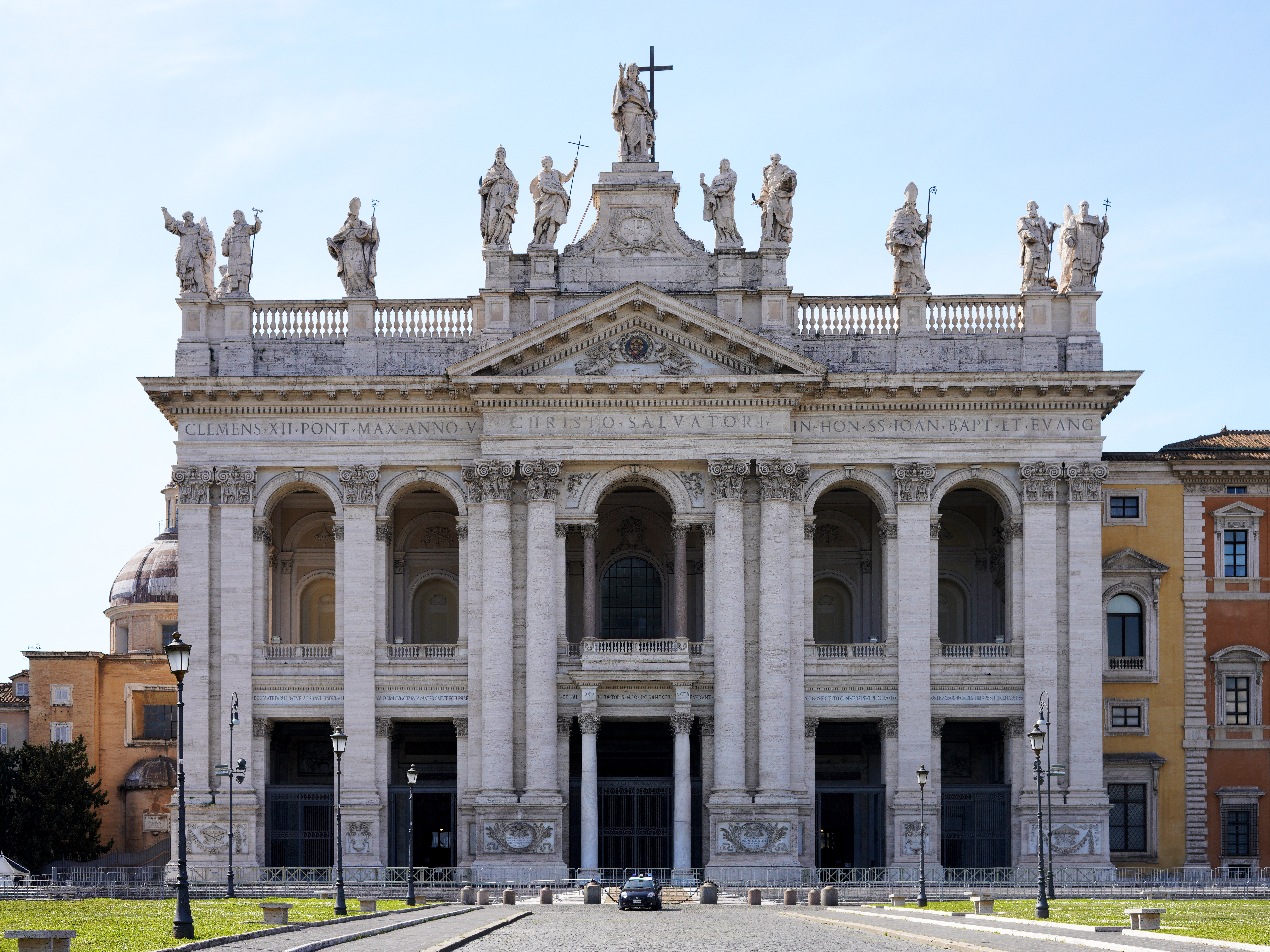
Fachada barroca de la Basílica de San Juan de Letrán, completada por Alessandro Galilei en 1735.

Letrán (en italiano: Laterno o Laterano) es un emplazamiento de la ciudad de Roma (Italia). En dicho lugar está la Basílica de San Juan de Letrán, una de las cuatro basílicas más importantes de Roma y considerada Iglesia-madre de la Iglesia católica en el mundo entero. La basílica, el vecino Palacio de Letrán y la Escalera Santa, son territorios de Italia que administra la Santa Sede con derechos de extraterritorialidad.
Las propiedades pertenecieron en su día a la familia patricia de los Lateranos (Plautii Laterani) del antiguo Imperio romano, quienes han dado su nombre al lugar, donde estaba anteriormente ubicado su palacio. Los Laterani perdieron sus inmuebles por orden del emperador Nerón, y siglos después fueron donados por Constantino a la Iglesia católica.
El lugar donde se construyó la Basílica de San Juan de Letrán fue elegido por la supuesta donación de Constantino. Catedral de Roma e iglesia-madre de todas las iglesias del mundo (en latín, omnium Urbis et Orbis ecclesiarum mater et caput, literalmente, "madre y cabeza de todas las iglesias de la ciudad y del mundo"). Así, es la catedral del Papa en calidad de Obispo de Roma.

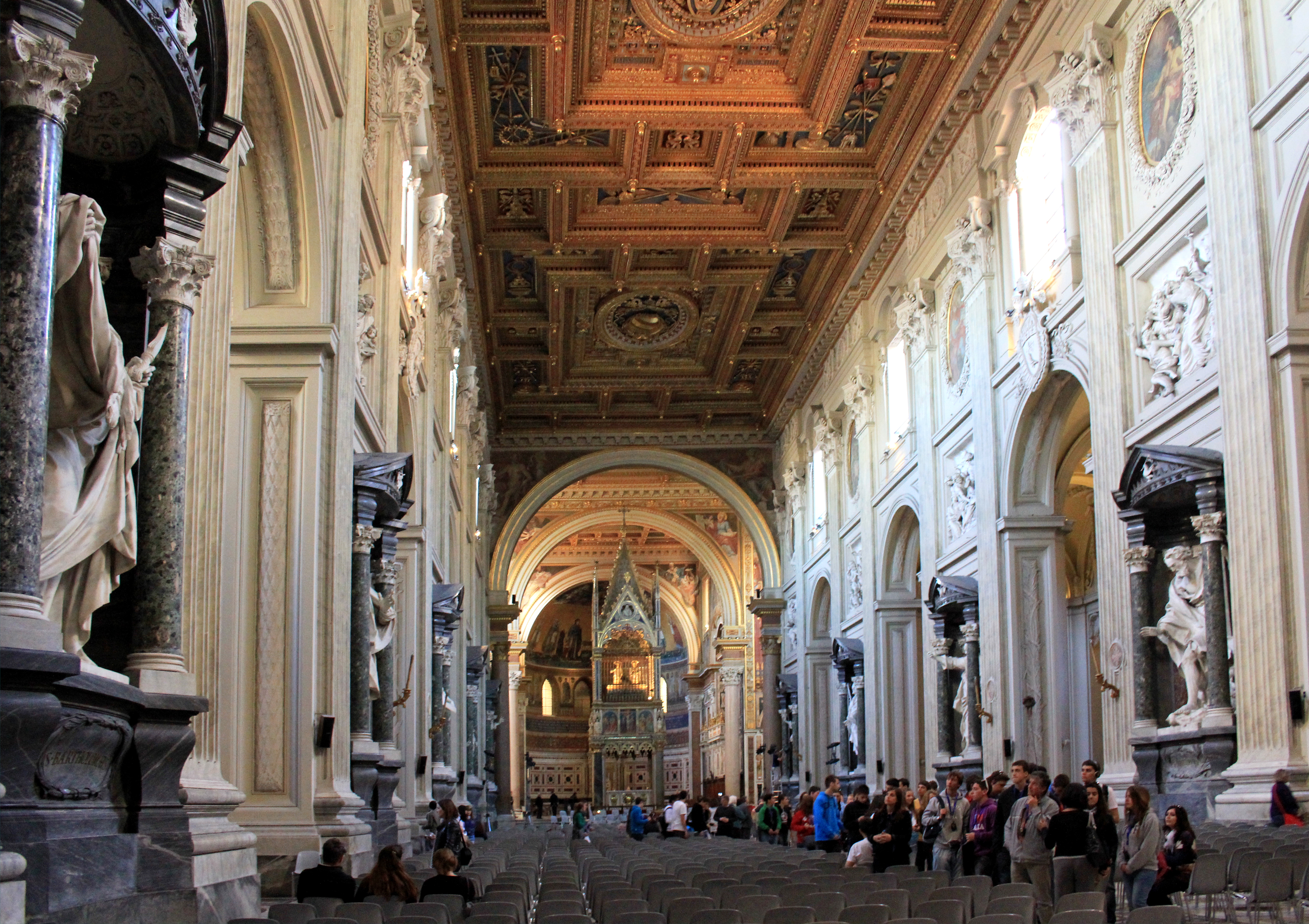
Basílica interior.

También fue construido el Palacio de Letrán, antes llamado Palacio de los Papas y los edificios ocupados por la Universidad Pontificia Lateranense, conocida también como el Laterano.
A través de la historia de la Iglesia Católica, tuvieron lugar cinco concilios ecuménicos y varios concilios regionales:
- 769: concilio regional del Letrán
- 1123: concilio de Letrán I
- 1139: concilio de Letrán II
- 1179: concilio de Letrán III
- 1215-1216: concilio de Letrán IV
- 1512-1517: concilio de Letrán V

Era asimismo el lugar donde se firmó el Pacto de Letrán, concluido entre la Santa Sede y el Estado italiano, representados, respectivamente, por el cardenal Gasparri y Benito Mussolini.